# Ancylustiden
Ancylustiden kallas den del av kvartärtiden, som motsvarar Östersjöns ancylusstadium. Namnet härstammar från sötvattenssnäckan Ancylus fluviatilis som rikligt förekom i Östersjön under denna tid som då var en insjö innehållandes sötvatten, förbunden med havet genom Svea älv. I den absoluta tidsskalan infaller ancylustiden omkring 6900 – 5000 f. Kr. Det var under denna tid, som förelöparna till vår flora och fauna, inklusive människan, invandrade på de landbryggor, som under skedets början över de danska öarna och södra Östersjön förband södra Sverige med kontinenten.
Det är under ancylustiden som en större uträckning av människospår för första gången kan iakttas under Sveriges fornhistoria. Det förekom rikligt med villebråd och vattnet gav goda möjligheter till fiske vilket utgjorde människornas två huvudsakliga livnäringar. De saknade förmodligen fasta bostäder och strövade runt som jägare och fiskare. Med sig förde de hunden, vilket är det äldsta husdjur som påträffats i Sverige. 
Fynd från ancylustiden består framförallt av ströfynd såsom harpuner, ljusterspetsar, dolkar och knivar som påträffats ända upp i Jämtland. Endast ett fåtal boplatser är kända varav den vid Sandarna inom Göteborgs stadsområde samt den vid Ageröd nordväst om Ringsjön i Skåne kan nämnas.
Karakteristiskt för ancylustidens skogar var rikedomen på asp och hassel, ”hassellundarnas tid”. De ädla lövträden invandrade mot slutet av ancylustiden i följande ordning: alm, al, ek, lind. Klimatet tycks under denna tid ha varit svalt och ganska torrt (borealt), troligen under inflytande av en relativt permanent anticyklon över den kvardröjande återstoden av inlandsisen i norr. Sjöarnas vattenstånd sänktes och skogarna vandrade ut på de torrlagda stränderna.